# Пљачка Рима 455.
Пљачка Рима 455. године, такође позната и као Вандалска или Гајзерихова пљачка Рима је започела 2. јуна 455. непосредно пошто су Вандали под краљем Гејсерихом без отпора ушли у Рим и подвргли га масовној пљачки. Гајзерих је у поход на Рим кренуо настојећи искористити метеж у који је тадашње Западно римско царство пало након убиства цара Валентинијана III. Касноантички извори се разилазе око тога да ли су Вандали били мање насилни од Визигота за вријеме раније пљачке, али се слажу да су били темељитији, с обзиром да је пљачка трајала двије седмице те да нису биле поштеђене ни цркве. Гајзерих је град напустио с богатим плијеном и великим бројем заробљеника међу којима су се налазили и водећи племићи и достојанственици. Догађај, иако мање шокантан од визиготске пљачке, оставио је дубоки утисак на савременике и створио перцепцију о Вандалима као безобзирним варварским пљачкашима који траје до данашњег дана, односно створио подлогу за савремену ријеч вандализам.